# Operacja Out Distance
Out Distance – operacja wojskowa czechosłowackiego ruchu oporu na terenie Protektoratu Czech i Moraw podczas II wojny światowej.

## Uczestnicy operacji
- porucznik Adolf Opálka (ps. Adolf Král) – dowódca oddziału
- plutonowy Karel Čurda (ps. Karel Vrbas) – zastępca dowódcy
- kapral Ivan Kolařík (ps. Jan Krátký)

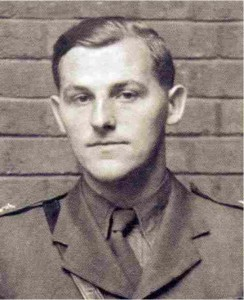
Adolf Opálka
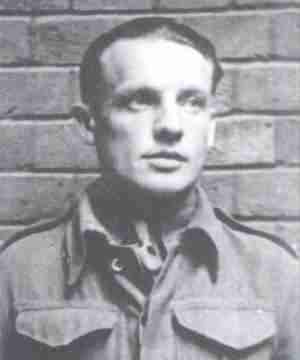
Karel Čurda
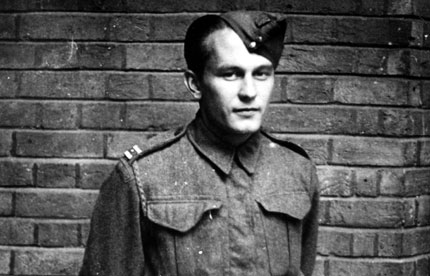
Ivan Kolařík

## Przebieg operacji
28 marca 1942 o godz. 2:00 trzech czechosłowackich spadochroniarzy: porucznik Adolf Opálka – dowódca oddziału, plutonowy Karel Čurda – zastępca dowódcy i kapral Ivan Kolařík zostali zrzuceni z brytyjskiego samolotu Handley Page Halifax Mk.II L9618/NF-W pilotowanego przez polską załogę na teren Protektoratu. Podczas tego samego lotu zrzuceni zostali również uczestnicy operacji Zinc. Plan operacji zakładał sabotaż w gazowni w Pradze, dostarczenie radiostacji członkom ruchu oporu oraz naprowadzenie bombowców nad fabrykę Škoda w Pilźnie. Grupa została wyposażona w wybuchowe wkładki mikrofonowe, materiał wybuchowy, klucze telegraficzne, antenę, baterie 12V, racon Beacon, radiostację Mark III, woltomierz i 8 kryształów do radiostacji. W ostatniej chwili pozostawiono w Anglii paczkę z 336 funtami materiałów wybuchowych a zabrano racon Beacon. Samolot wystartował o 19:55 z lotniska Tempsford, gdzie wylądował ponownie o 7:30 po 11:35 godzinach lotu.
Początkowo plan zakładał zrzut 25 marca 1942 w pobliżu Kopidlna a potem Kovářova. Z powodu zmian planów oraz błędu nawigatora Mariana Wodzickiego spadochroniarze nie wylądowali w zaplanowanym miejscu lecz w pobliżu miejscowości Ořechov u Telče, tracąc również większość wyposażenia, gdyż nie udało się im odnaleźć jednego ze spadochronów ze sprzętem. Dodatkowo por. Opálka odniósł obrażenia podczas lądowania a kpr. Ivan Kolařík zagubił fałszywe dokumenty z włożonymi między nie zdjęciem swojej dziewczyny Milady Hrušákovej z dedykacją. Z tego powodu grupa postanowiła się podzielić a jej członkowie mieli działać na własną rękę z założeniem, iż skontaktują się za pomocą umówionego ogłoszenia w gazecie Národní politika. Pozostawili też na miejscu ukryty racon. 
Opálka udał się do ciotki do Rešic by leczyć zranioną nogę, Čurda do Jindřichův Hradca a Kolařík do rodzinnego miasta Valašské Meziříčí, gdzie odwiedził też rodzinę narzeczonej. 
W tym samym czasie desant został odkryty. Śledczy znaleźli na miejscu lądowania ukryte materiały i fałszywe dokumenty Kolaříka ze zdjęciem Milady. Zdekonspirowany i osaczony, 1 kwietnia 1942 Kolařík popełnił samobójstwo na drodze do Vizovic łykając truciznę, by chronić swoją rodzinę przed zemstą hitlerowców.
Por. Adolf Opálka i plut. Karel Čurda niezależnie od siebie dotarli poprzez Lázně Bělohrad do Pragi. Opálka uzyskał adres Alfréda Bartoša z grupy Silver-A, z którym się spotkał i został skierowany do stolicy by pomóc w przygotowaniu zamachu na Reinharda Heydricha. Silver-A poinformował 14 kwietnia 1942 Londyn o przyjęciu grupy Out Distance. Rozpoczęto przygotowanie do realizacji zadania zespołu - naprowadzenia bombowców na fabrykę Škoda w Pilźnie. Opálka zameldował stratę raconu i zaproponował nakierowanie za pomocą sygnałów świetlnych. Akcja wymagała udziału Gabčíka, Kubiša, Valčíka, Opálki i Čurdy oraz pomocy ruchu oporu z Pragi. 25 kwietnia 1942 zostało przeprowadzone nieudane bombardowanie - wybrano noc z soboty na niedzielę by zminimalizować ewentualne straty wśród cywilnych czeskich pracowników zakładu. Mimo wysiłku konspiratorów i załóg samolotów, bomby spadły poza fabryką.
Čurda ukrywał się w Pradze, a w dniu operacji Anthropoid - zamachu na Reinharda Heydricha przebywał w Kolínie. Udało mu się ukryć podczas przeszukania domu, w którym przebywał a następnie wyjechał do matki do Novej Hlíny. Tam dotarły do niego wiadomości o zagładzie Lidic i egzekucjach. 13 czerwca 1942 wysłał anonimowy list na posterunek żandarmerii w Benešovie, w którym wskazał Kubiša i Gabčíka jako winnych zamachu a 16 czerwca 1942 zgłosił się na Gestapo w Pradze. Dzięki przekazanym przez niego informacjom Gestapo przenikło do sieci Silver-A i praktycznie zlikwidowało wszystkie przerzucone z Anglii grupy. Po aresztowaniu i przesłuchaniach osób pomagających spadochroniarzom zostało odkryte przez gestapo miejsce ukrycia się spiskowców w krypcie soboru św. św. Cyryla i Metodego. Po nierównej walce 7 spadochroniarzy z ponad 800 funkcjonariuszami SS i Gestapo oraz wyczerpaniu się amunicji Opálka popełnił samobójstwo łykając truciznę i strzelając do siebie. 
Po wojnie Čurda został schwytany, skazany na karę śmierci za zdradę i powieszony w więzieniu Pankrác 29 kwietnia 1947 wraz z innym kolaborantem - Viliamem Gerikiem.